# Selma Irmak
Selma Irmak (née le 8 mars 1971 à Kızıltepe) est une personnalité politique Kurde de Turquie.

## Biographie
Elle est condamnée en novembre 2017 à 10 ans de prison dans le cadre des grandes purges conduites par le gouvernement turc.

## Mandats
- Députée du Parti de la paix et de la démocratie de la circonscription de Hakkari de la 24e législature ;
- Députée du Parti démocratique des peuples de la circonscription de Hakkari de la 25e législature ;
- Députée du Parti démocratique des peuples de la circonscription de Hakkari de la 26e législature